# Julio Alberto Cantuarias
Julio Alberto Cantuarias (Buenos Aires, 20 de marzo de 1904 - Belén de Escobar, provincia de Buenos Aires, 12 de agosto de 1981) fue un poeta argentino; especialmente conocido como letrista de algunos tangos de gran éxito, relevantes en la cultura musical (folclore) de su país.
Nació en el Barrio de Santa Rita y pasó su juventud en los barrios porteños de Boedo y San Telmo y fue precisamente en esos años cuando escribió la letra del tango que lo hizo destacar: Padrino pelao.
Pero su vida no se resume a una obra, ni siquiera a una sola actividad. Por aquel entonces fue socio fundador de la primitiva Sociedad de Autores y Compositores, que luego fue reorganizada y hoy se conoce como SADAIC.
Era componente de la “Barra del Arrabal”, que actuaba en la calle Corrientes 931 de la Capital Federal (años 1929/30), donde en compañía de los que luego fueron afamados intérpretes hacía de monologuista con el seudónimo de “Serruchito” representando también en salas teatrales, salones de fiesta, bailes, verdaderos festivales artísticos, que incluían desde obras teatrales, concursos de cantantes nacionales hasta bailes populares con los que se cerraban los festejos.
Fue colaborador activo de la revista La Canción Moderna antecesora de Radiolandia de Julio Korn, junto a Dante A. Linyera (vate de la época y autor del libro Semo Hermano) y alternaba con todos los autores y compositores de tango y folclore destacados en ese momento, luego bastamente conocidos por el gran público de los que podemos nombrar a los Hermanos Abrodo, Anselmo Aieta, Julio de Caro, Fernando Ochoa, etc.
En 1928 compuso con música de Enrique A. N. Mónaco la letra de Vieja calesita, tango que se estrena por Julio de Caro y su gran orquesta, cantado por  Virginia Vera, Mercedes Simone, Edmundo Rivero, entre otros 
El tango Padrino Pelao fue estrenado en la obra de Alberto Vacarezza El conventillo de la Paloma en la voz de Tita Merello. A raíz de ello , Carlos Gardel lo grabó en disco y lo usó en lo que fue el primer cortometraje sonoro argentino, junto a otros tangos importantes (Viejo smoking, Mi noche triste, El carretero).
Años más tarde su obra fue rescatada por intérpretes de verdadera calidad profesional como Mercedes Simone, Ignacio Corsini y por el que grabara la versión más conocida de Padrino pelao: Julio Sosa “El Varón del Tango” quien logró un éxito con su interpretación.
Otros temas de su autoría, Uno más, del Fogón, Mi Angelina, Arroyito Gaucho, Mi Vida, Ay Ramona, Centinela del Suburbio, Serenatas del Ayer, El Gringo Pascual, Barra Canyengue, Che Manya Oreja, Aburrido, Brochazo Reo, El Gringo Pascual, Mis Arpegios, Peregrino de Amor, No Rías, Ya veras que no te importa, Por Culpa de Una Mocosa, P'a mi Niño entre otros 
De su Buenos Aires natal se mudó primero a Garin y luego a Belén de Escobar donde allí fue creador y fundador del Conjunto Teatral Vocacional Juvenil Belén (años 1956 al 65) oficiando de director (él ya había desarrollado otras actividades teatrales desde maquillador a actor). No solo fue en Escobar, el lugar que eligió para vivir, un importante representante del tango. También participó de muchas actividades comerciales, sociales, deportivas, educacionales y políticas. Murió el 12 de agosto de 1981. Nunca dejó de escribir.